# Kościół Najświętszej Marii Panny w Broumovie
Kościół Najświętszej Marii Panny w Broumovie (cz. Kostel svaté Panny Marie, Pod lipami”) – zabytkowy drewniany rzymskokatolicki kościół cmentarny pw. Najświętszej Marii Panny w Broumovie, w Sudetach Środkowych.
Uważany za najstarszy kościół drewniany w Czechach.

## Historia
Drewniany kościół cmentarny w Broumovie postawiony został w drugiej połowie XIII w. prawdopodobnie w miejscu jeszcze starszego. W czerwcu 1421 dotknięty pożarem podczas oblężenia Broumova przez wojska husyckie. Obecna bryła kościoła, z zachowanymi reliktami poprzedniego, pochodzi z odbudowy po pożarze w 1450. W 1779 wojsko pruskie odkryło soboty obite pierwotnie deskami. Wieża remontowana w 1811.
W połowie XVIII w. nad prezbiterium zbudowano dzwonnicę, która nie przekroczyła grzbietu dachu. Od 2008 narodowy zabytek kultury.

## Architektura i wyposażenie
To drewniana budowla konstrukcji zrębowej, orientowana. Zbudowany na planie wydłużonego ośmioboku. Bryła kościoła składa się z zamkniętego trójbocznie prezbiterium, szerszej nawy, nad  którą ośmioboczna wieżyczka na sygnaturkę zwieńczona długą drewnianą iglicą oraz kruchty. Nad prezbiterium niska wieża z dzwonnicą. Całość przykryta gontowym dachem czterospadowym. Świątynię otaczają otwarte soboty wsparte na słupach. Do budowy kościoła nie użyto ani jednego gwoździa. W podcieniach zgromadzono wiele renesansowych nagrobków oraz wymalowane na dziewięciu deskach kopie dokumentów z dziejów miasta z lat 1542–1847, których oryginały przechowywane są w pobliskim klasztorze.

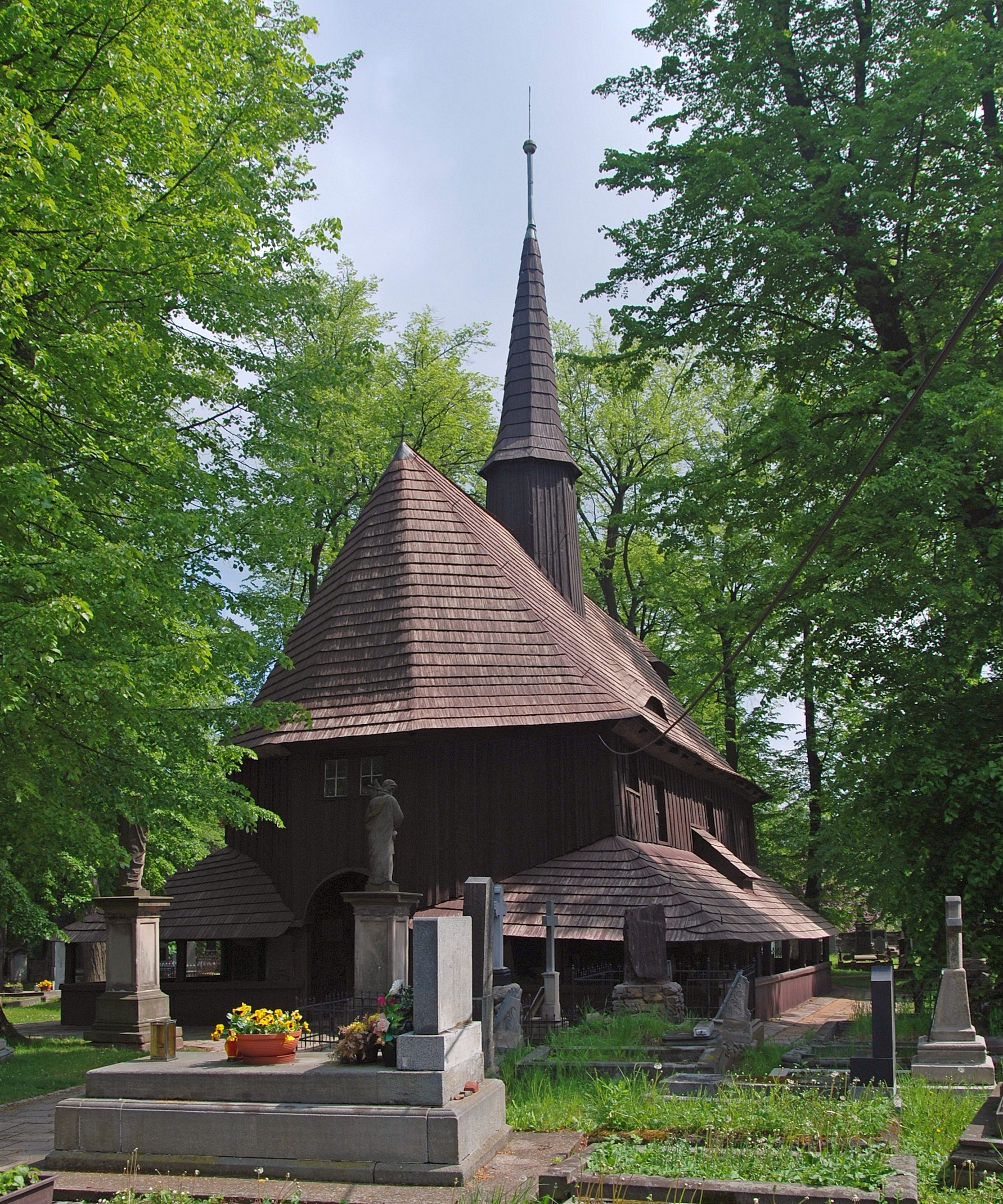
Elewacja frontowa
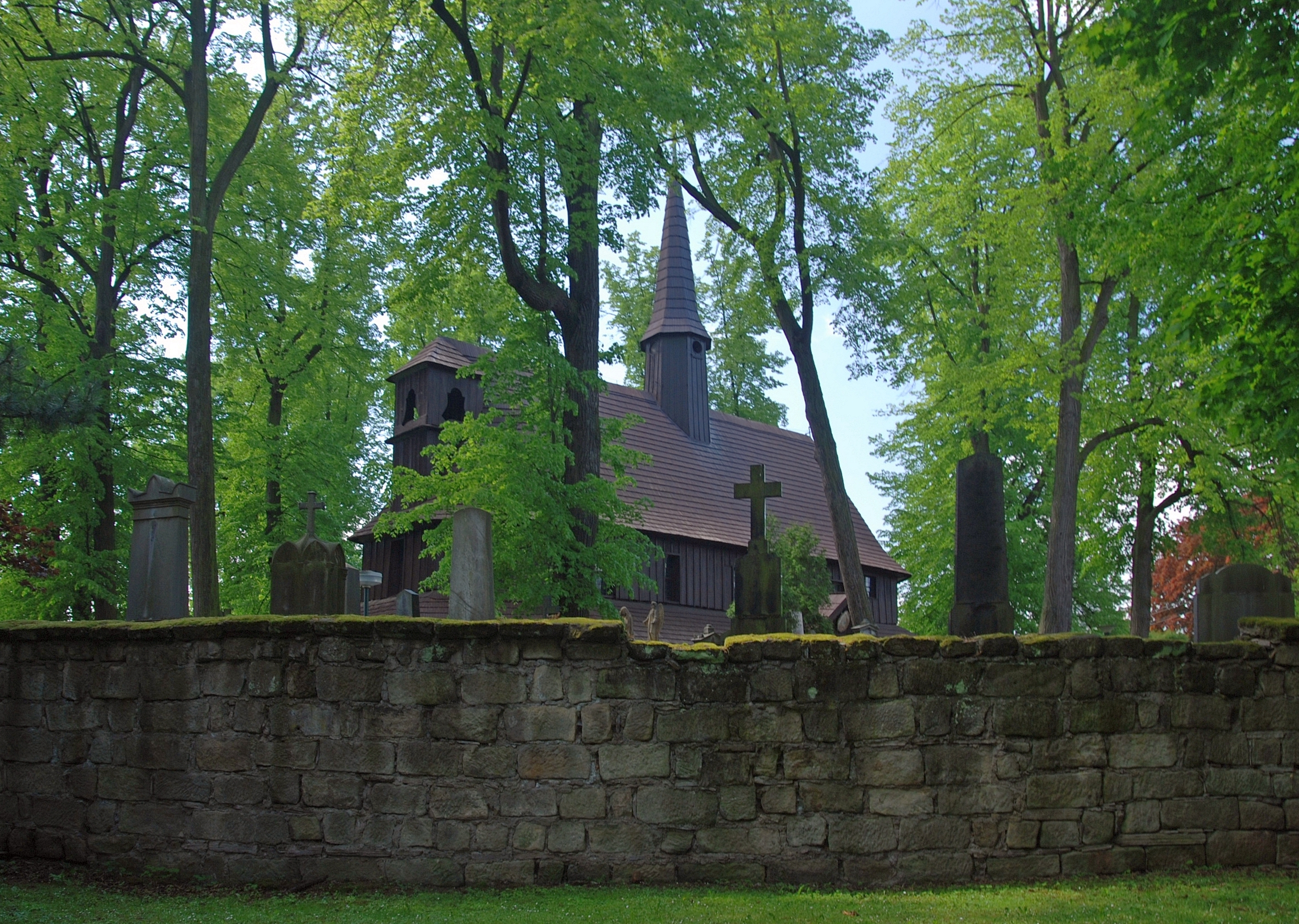
Elewacja północna
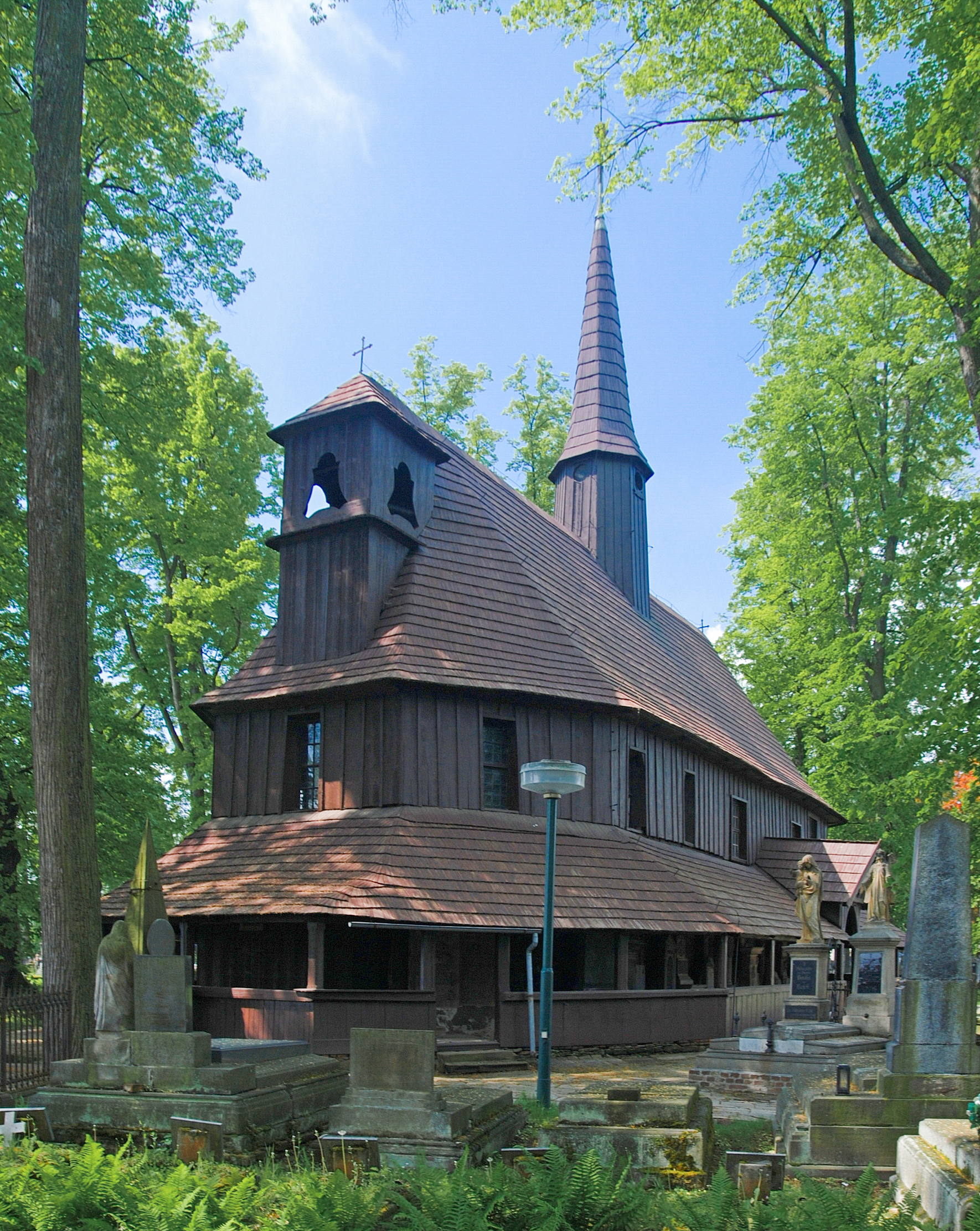
Od strony wschodniej
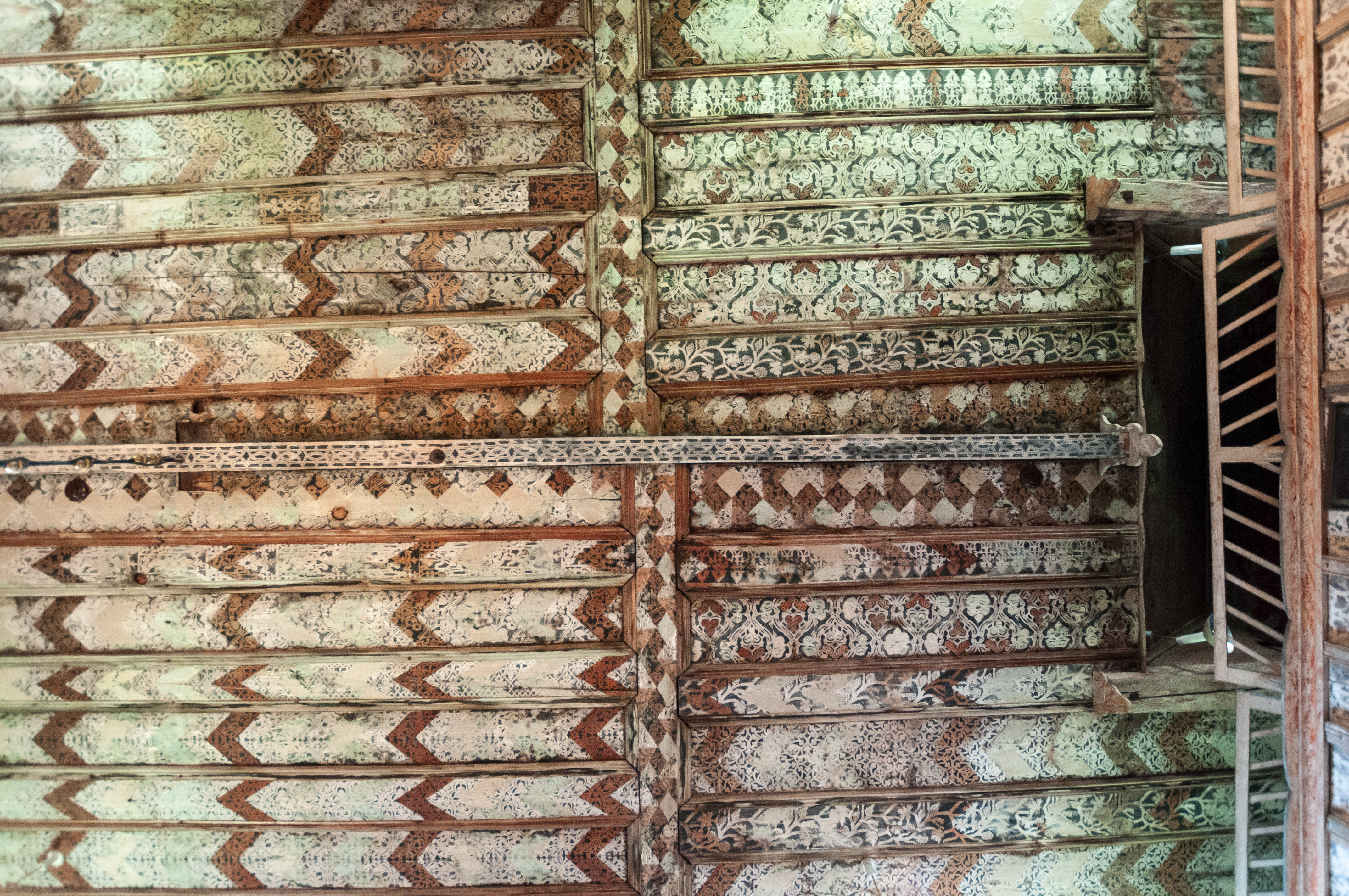
Dekoracja sufitu
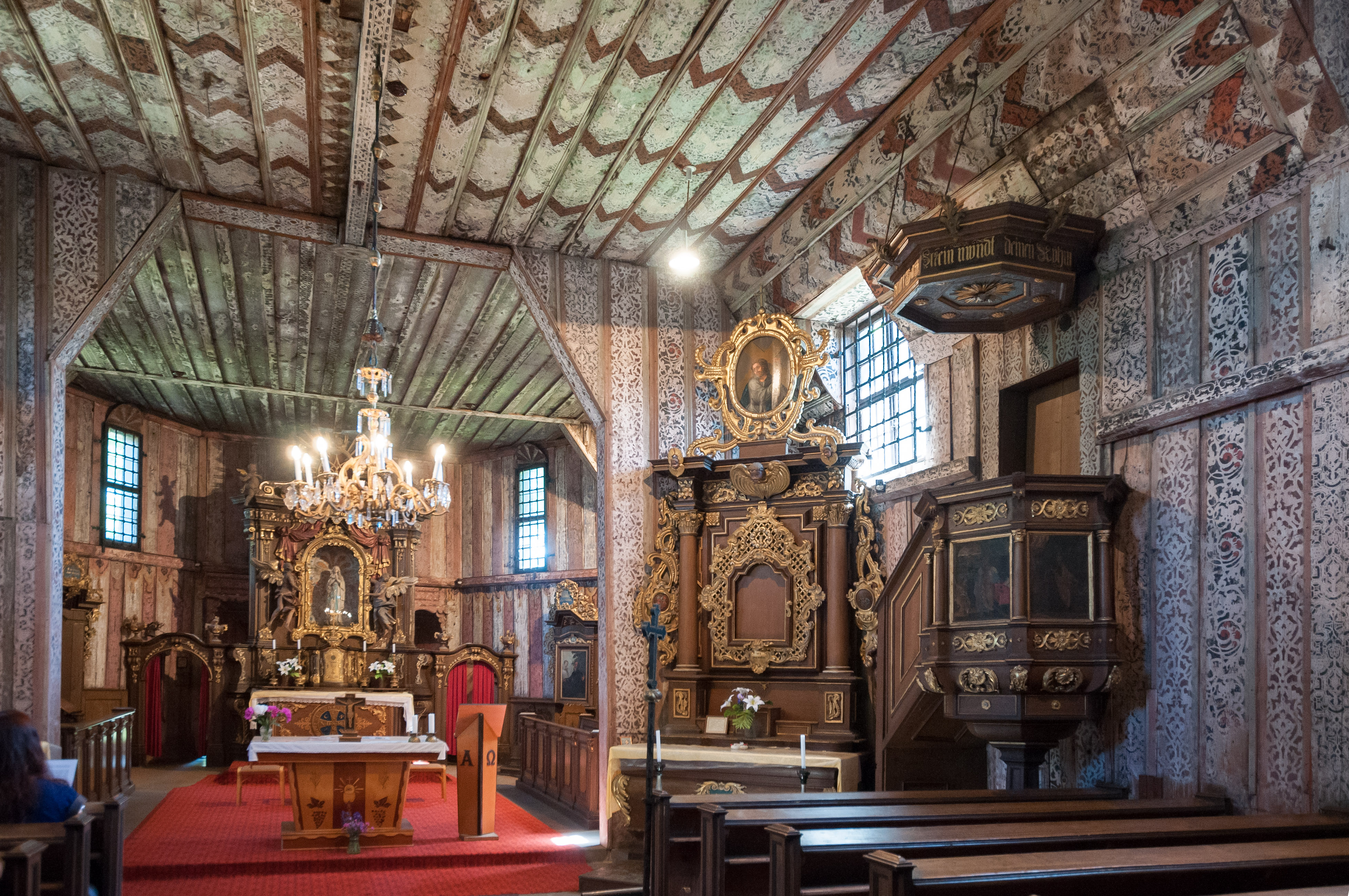
Wnętrze: ołtarz główny
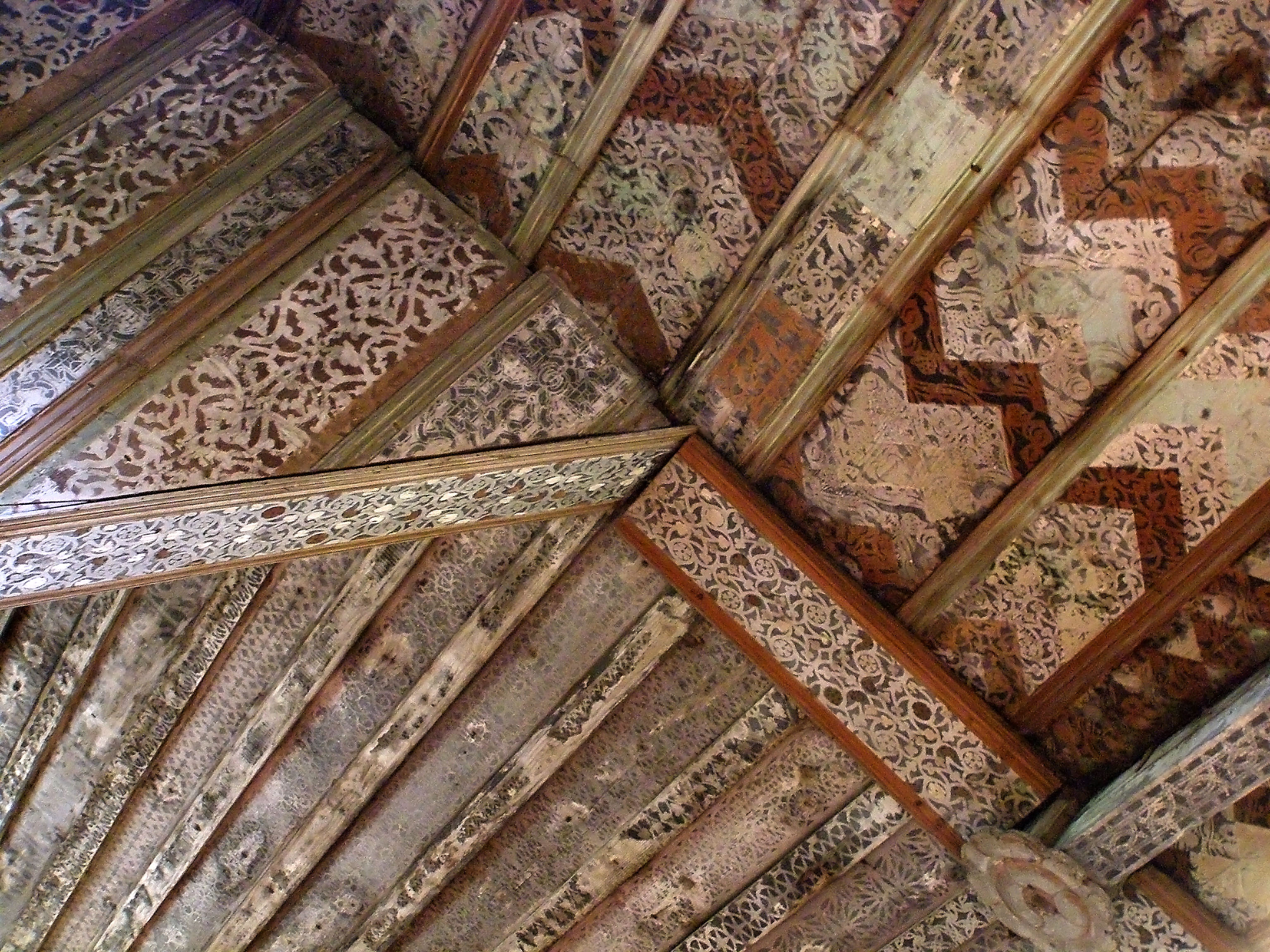
Dekoracja sufitu

Wewnątrz stropy płaskie i dwa wejścia z gotyckimi portalami z XV w. Na suficie niezwykłe zdobienia malarskie wykonane przy pomocy patronów, popularnej w średniowieczu sztuki ludowej. Wykonano blisko 60 takich obrazków z motywami roślinnymi, zwierzęcymi, literowymi i geometrycznymi. W ołtarzu głównym rzeźba Matki Boskiej z aniołkami z połowy XVIII w. Na pozostałe wyposażenie składają się: dwa rokokowe ołtarze boczne św. Józefa i św. Jana Nepomucena oraz obraz wotywny z 1609 z najstarszym wizerunkiem Broumova.

## Otoczenie
Obok kościoła cmentarz, na którym przetrwało wiele nagrobków z XIX i początku XX w.. W obejściu świątyni ułożono szereg renesansowych i empirowych płyt nagrobnych, pochodzących ze zlikwidowanych grobów.

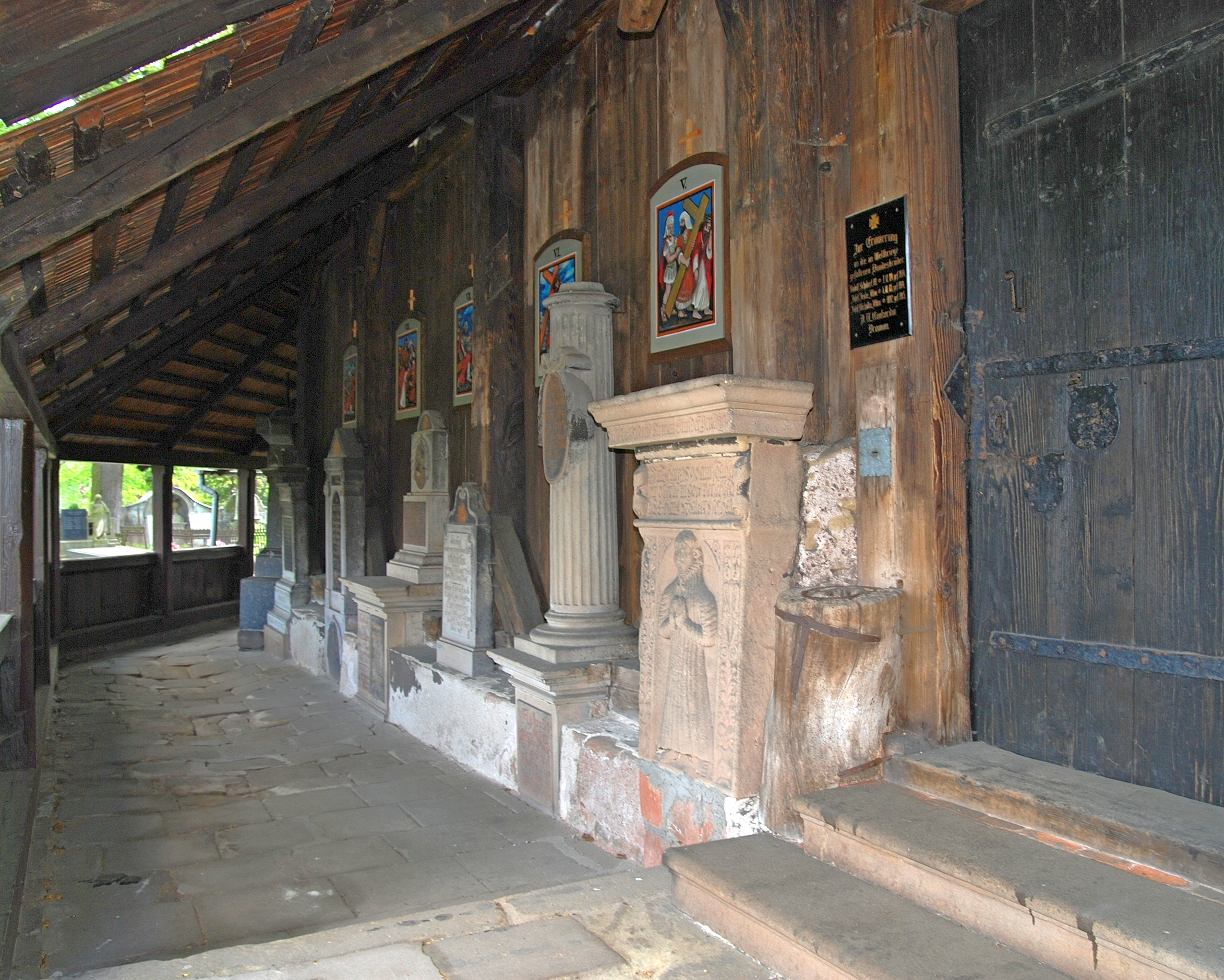
W galerii
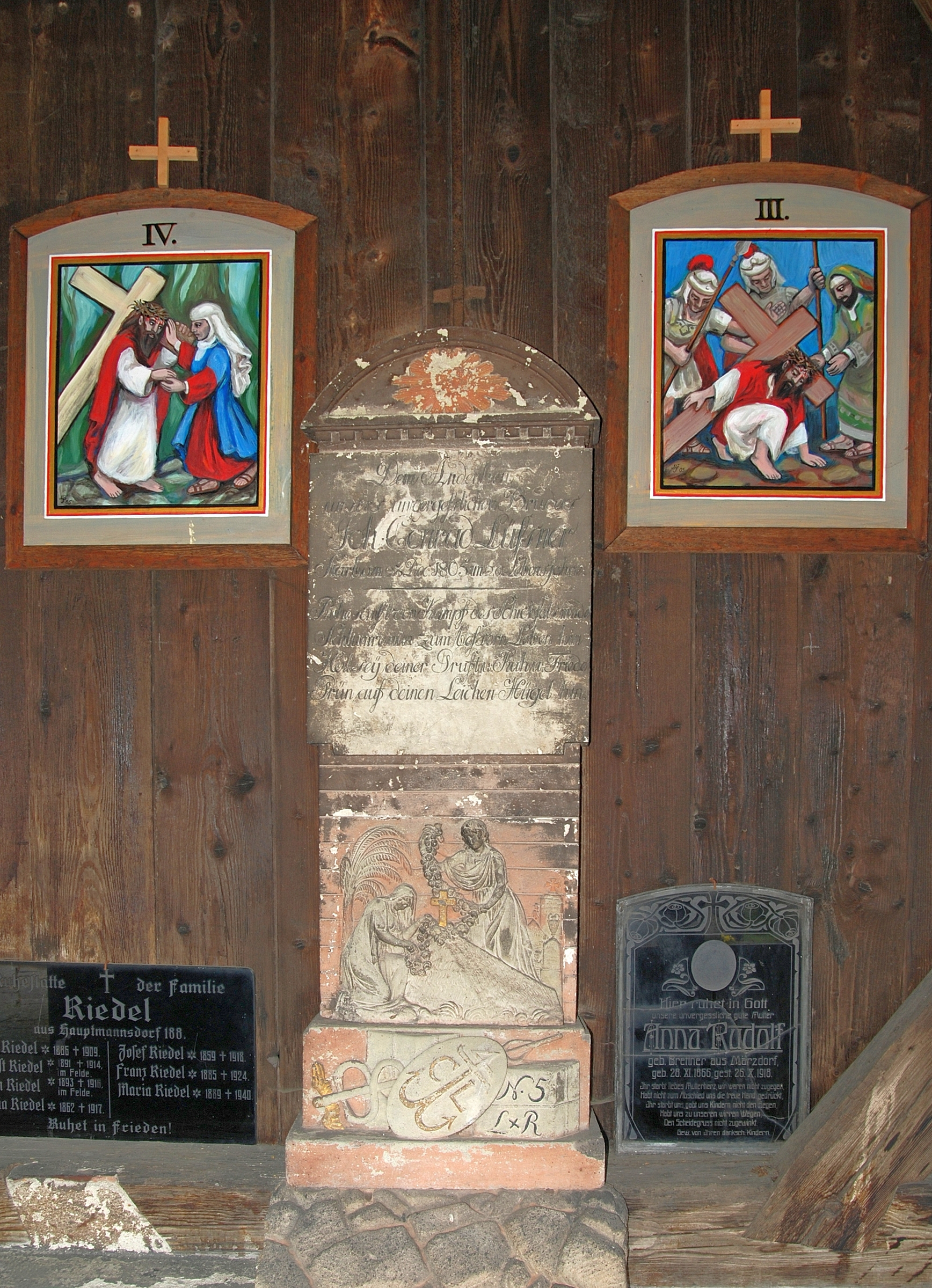
W galerii
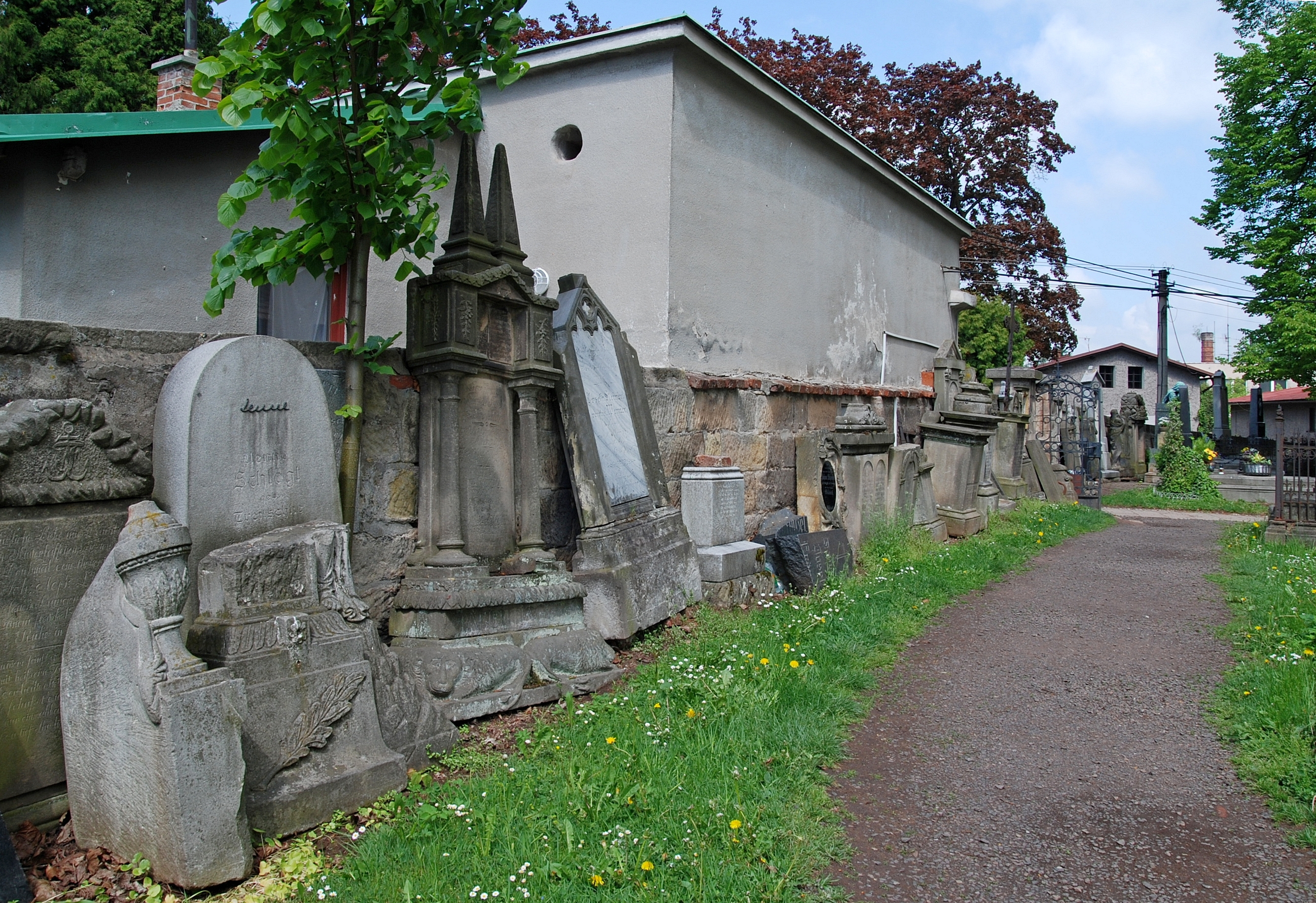
Otoczenie
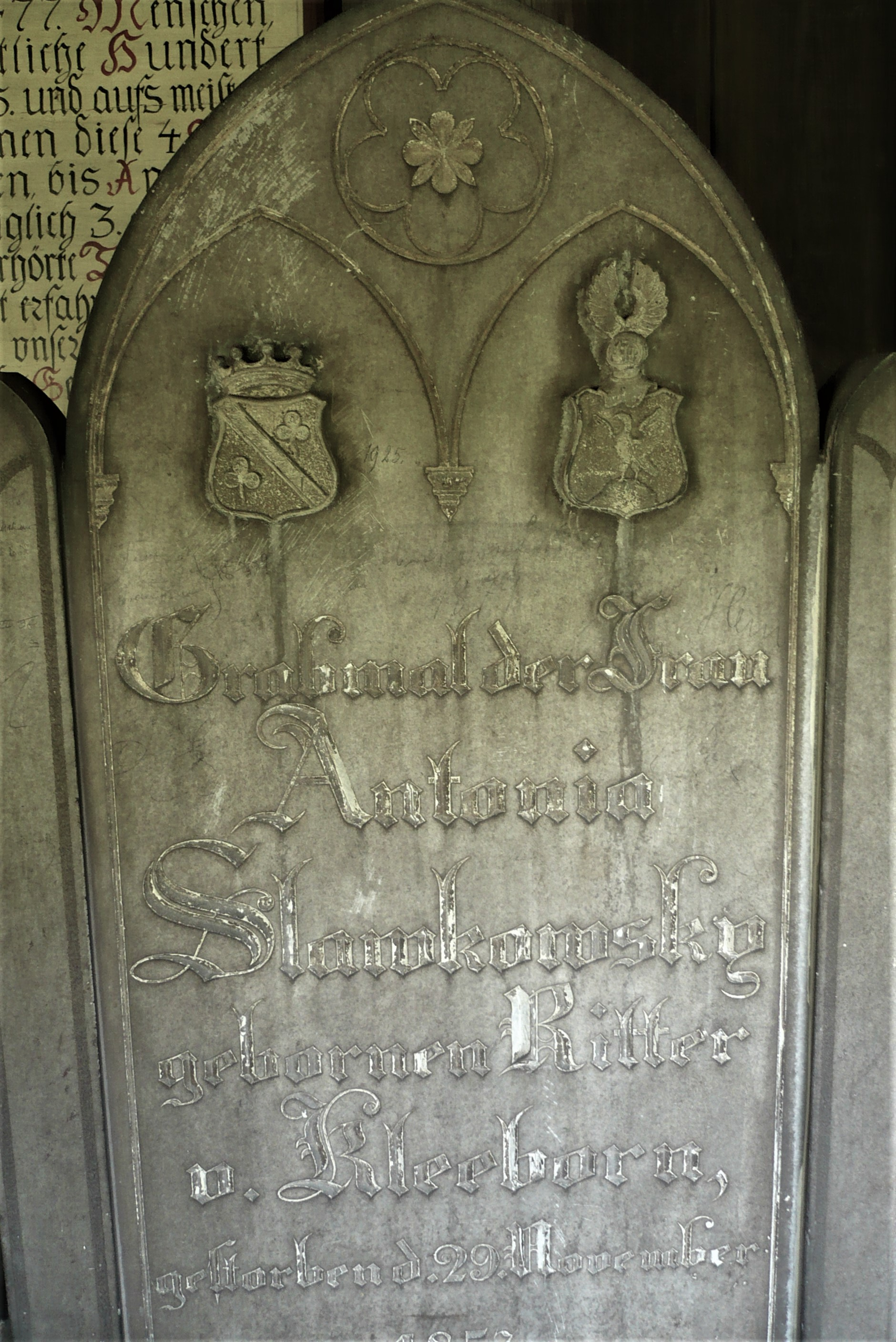
Nagrobek Anotniny Slawkowsky g. Kleeborn
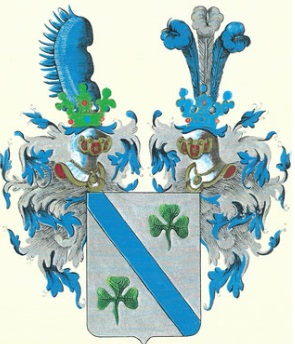
Herb von Kleeborn
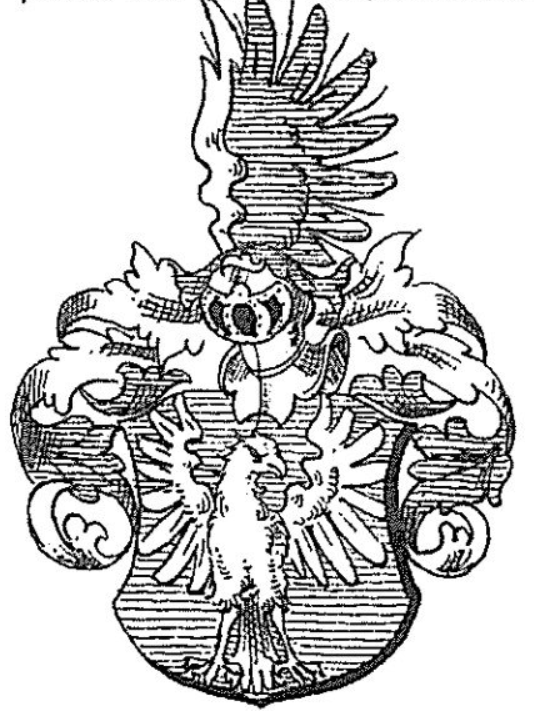
Herb von Slawkowsky